# Behdeti
Behdeti (auch Behedeti) ist eine Nebenform der altägyptischen Gottheiten Horus und Hor-Behdeti. In der griechisch-römischen Zeit war er Hauptgott des zweiten oberägyptischen Gaues sowie Tempelgott im 17. unterägyptischen nördlichen Behdet-Throngau. Daneben traten Horus von Buto (Apollon von Buto), Re-Behdeti und Re-Harachte-Behdeti als Erscheinungsform des Behdeti auf, wobei Horus von Buto wiederum in griechisch-römischer Zeit mit Horus gleichgesetzt wurde.

## Darstellungen
In Edfu, Dendera, Karnak und Medinet Habu ist eines der üblichen Standardmotive zu sehen: Der König (Pharao) liegt als Sphinx mit einem Salbgefäß in den Vordertatzen haltend vor einer Gottheit, während Behdeti als geflügelte Sonnenscheibe über ihm schwebt; in Esna tritt Behdeti ergänzend als fliegender Falke und Sonnenscheibe über dem König auf.
In einer weiteren Standardikonografie schützt Behdeti als Flügelsonne mit einem Anchzeichen den Thronnamen des Königs. Die Namen der Flügelsonne sind von außen nach innen geschrieben. Der Königsname befindet sich mit der Behdeti-Darstellung in diesem Fall auf den Stürzen der Schrankentüren.
Daneben erscheint er als Sonne mit Flügeln und zwei Schlangen, der Uto der Städte Pe und Dep (Buto). Behdeti wurde in seiner Gleichsetzung auch als Schu oder Sopdu dargestellt.

## Mythologische Verbindungen
Behdeti stammt ursprünglich aus dem 4./5. unterägyptischen Neithgau. Weiter ist Behdeti Hauptgott des Edfu-Tempels. In seiner Erscheinungsform Sopdu war er der Sohn der Sopdet. Es sind zahlreiche Beinamen bekannt, einer für jeden seiner Wesenszüge. Er kämpft für seinen Vater Re, wenn dieser von seinen Feinden bedrängt wird; er beschützt Harsiese, den Sohn des Osiris und der Isis vor Seth.